# Knarsdale
Knarsdale är en ort i civil parish Knaresdale with Kirkhaugh, i Storbritannien. Den ligger i grevskapet och kommunen Northumberland i riksdelen England, i den centrala delen av landet, 400 km norr om huvudstaden London. Knarsdale ligger 199 meter över havet och antalet invånare är 279. Knarsdale var en civil parish fram till 1955 när blev den en del av Knaresdale with Kirkhaugh. Civil parish hade 289 invånare år 1951.
Terrängen runt Knarsdale är huvudsakligen lite kuperad. Knarsdale ligger nere i en dal. Runt Knarsdale är det ganska glesbefolkat, med 26 invånare per kvadratkilometer. Närmaste större samhälle är Haltwhistle, 11,9 km norr om Knarsdale. Trakten runt Knarsdale består i huvudsak av gräsmarker.